# Heliantheae
A Heliantheae az őszirózsafélék családjába tartozó nemzetségcsoportok közül a legismertebb. A nemzetségcsoport neve a Helianthus nemzetség nevéből ered, aminek jelentése görögül napraforgó.
A Heliantheae a harmadik legnagyobb nemzetségcsoport az őszirózsafélék családjában, több mint 190 nemzetség és 250 faj tartozik ide. Ezek közül a legtöbb Észak- és Dél-Amerikában, elsősorban Mexikó területén honosak. Néhány nemzetség a trópusokon él.
A nemzetségcsoportba tartozó legtöbb növény lágy szárú, alacsony növésű, de némelyik kisebb fa méretűre is megnőhet. A növények levelei általában szőrösek, párban állnak, a porzók pedig jellemzően fekete színűek.

## Felhasználása
Az ide tartozó fajok közül a legismertebb és iparilag leghasznosabb a napraforgó, illetve gumóiért termesztik még a csicsókát is. Sok kedvelt kerti virág is a nemzetségcsoport tagja, mint pl. a kasvirág (Echinacea), a kúpvirág (Rudbeckia spp.) és a rézvirág (Zinnia spp.).
Ezek mellett a nemzetségcsoport tagja néhány problémás faj is, többek között a parlagfű (Ambrosia) nemzetség tagjai, elsősorban az ürömlevelű parlagfű (Ambrosia artemisiifolia). A nemzetség tagjai nagy mennyiségű pollent termelnek, egyes fajok példányai akár egy milliárd pollenszemcsét is útra bocsáthatnak, mivel ezek a fajok a szél által porzódnak meg. A parlagfű pollenje az allergia egyik fő kiváltója.

## Rendszertan
A Heliantheae nemzetségcsoport leírása és felosztása egy 19. századi francia biológustól, Henri Cassinitől származik. A nemzetségcsoportot további alnemzetségcsoportokra osztották fel különböző szerzők. A Heliantheae 1981-es felülvizsgálata során Harold Ernest Robinson összesen 35 alnemzetségcsoportot határozott meg.

### Ambrosiinaealnemzetség
- Parlagfű (Ambrosia)
- Dicoria
- Euphrosyne
- Hymenoclea
- Iva
- Xanthium

### Verbesininaealnemzetség
- Calyptocarpus
- Encelia
- Flourensia
- Oblivia
- Perymenium
- Synedrella
- Verbesina
- Wedelia

### Be nem sorolt nemzetségek
- Acanthospermum
- Acmella
- Baltimora
- Berlandiera
- Blainvillea
- Borrichia
- Chrysanthellum
- Clibadium
- Dracopis
- Eclipta
- Eleutheranthera
- Kasvirág (Echinacea)
- Enceliopsis
- Engelmannia
- Geraea
- Guizotia
- Helianthus
- Heliomeris
- Heliopsis
- Hidalgoa
- Iostephane
- Lagascea
- Leptocarpha
- Lipochaeta
- Melanthera
- Montanoa
- Pappobolus
- Phoebanthus
- Podachaenium
- Podanthus
- Ratibida
- Rudbeckia
- Salmea
- Sanvitalia
- Scalesia
- Sclerocarpus
- Sigesbeckia
- Silphium
- Simsia
- Sphagneticola
- Spilanthes
- Syncretocarpus
- Titónia (Tithonia)
- Viguiera
- Wollastonia
- Wyethia
- Zaluzania
- Zinnia

## Fordítás
- Ez a szócikk részben vagy egészben  a   Heliantheae című angol Wikipédia-szócikk fordításán alapul.  Az eredeti cikk szerkesztőit annak laptörténete sorolja fel. Ez a jelzés csupán a megfogalmazás eredetét és a szerzői jogokat jelzi, nem szolgál a cikkben szereplő információk forrásmegjelöléseként.